# State Farm Insurance
State Farm Insurance — американская группа компаний, занимающихся предоставлением финансовых и страховых услуг. Является крупнейшим страховщиком автотранспортных средств в Соединённых Штатах Америки с 1942 года. На 2021 год 39-я крупнейшая компания страны по версии рейтинга Fortune 500.
Головной компанией группы является общество взаимного страхования State Farm Mutual Automobile Insurance Company. Штаб-квартира компании располагается в Блумингтоне, штат Иллинойс.
Компания была основана в 1922 году для недорого страхования автомобилей фермеров Иллинойса. С 1926 года компания начала страховать транспорт и городских жителей штата, а в 1928 году открыла первое отделение в другой части США, в Калифорнии. В 1929 году была создана дочерняя компания по страхованию жизни, а в 1935 году ещё одна, по страхованию от пожаров. В 1942 году компания стала крупнейшим автостраховщиком США, в 1944 году количество полисов превысило миллион. В 1998 году было основано финансовое подразделение State Farm Financial Services F.S.B., принимавшее депозиты, выдававшее ипотечные кредиты и предлагавшее другие финансовые услуги по телефону, Интернету и через своих страховых агентов. В 2014 году были проданы операции в Канаде.
State Farm Insurance состоит из 11 компаний по страхованию имущества и от несчастных случаев и двух по страхованию жизни. В 2020 году страховые премии составили 65,1 млрд долларов из 78,9 млрд выручки; на автострахование пришлось 41,3 млрд. Активы группы на конец года составили 299 млрд долларов. Активы State Farm Mutual Automobile Insurance составили 194 млрд долларов, из них 59 млрд вложены в облигации, 65 млрд — в акции других компаний.